# Liu Gang
Liu Gang (30 de enero de 1961) es un matemático chino especializado en ciencias de la computación. 
Liu tiene una maestría en ciencias de la computación de la Universidad de Columbia y una maestría en física de la Universidad de Pekín.
Liu tiene publicaciones en la línea en la planificación y economía. Se desempeña como investigador en los Laboratorios Bell en Estados Unidos. 